# André Mazon
André Mazon, (ur. 7 września 1881 w Paryżu, zm. 13 lipca 1967 w Paryżu) – francuski slawista.
Od 1919 profesor uniwersytetu w Strasburgu, w latach 1924–1951 profesor Collège de France w Paryżu. Od 1941 członek Akademii Napisów i Literatury, od 1927 – PAU, od 1956 – PAN. Był wydawcą pisma „Revue des Études Slaves”. Tworzył liczne prace dotyczące literatury rosyjskiej XIX wieku, m.in. poświęcone twórczości Iwana Gonczarowa, Iwana Turgieniewa, literatury staroruskiej, języków słowiańskich (rosyjskiego, czeskiego, polskiego, dialektów macedońskich).

## Publikacje
- Contes slaves de la Macédoine sud-occidentale (1923)
- Manuscrits parisiens d'Ivan Tourgueniev (1930)
- Le Slovo d'Igor (1940)
- Grammaire russe (1944)